# Batalha de Xael (1548)
A Batalha de Xael foi uma confrontação militar em 1548 entre os portugueses ao lado de Sa'd bin Afrar, o governante do Sultanato de Mahra, e o Sultanato de Kathiri, que havia capturado al-Mahrah de Sa'd. Os portugueses capturaram com sucesso o forte perto de Xael dos Kathiris.

## Antecedentes
No início de 1548, a cidade de Áden se rebelou contra o domínio otomano e os habitantes locais enviaram emissários para a Goa Portuguesa, oferecendo-se para tornar vassalos do Rei de Portugal e permitindo-lhes instalar uma guarnição na cidade em troca de proteção contra os turcos. O Governador da Índia, Dom João de Castro, despachou seu filho Dom Álvaro de Castro, à frente de uma força de 22 galés leves e 200 soldados para Áden em janeiro de 1548. Dom Álvaro ancorou com seu grupo em um arquipélago na costa árabe identificado como "Canacarim", onde encontrou Dom Paio de Noronha à frente de um pequeno grupo de três galés leves, que informou a Dom Álvaro que os turcos já haviam retomado a cidade. Dom Álvaro, então, decidiu levar sua frota para Xaer e expulsar o forte perto de Xaer, que foi capturado pelo sultão Kathiri Badr.

## O cerco
Ao chegar a Xaer, os portugueses desembarcaram sem impedimentos. O governante de Al Mahra, Sa'd bin Afrar, e seu irmão pediram ajuda aos portugueses, já que o sultão Kathiri Badr havia capturado o país de Mahrah, Qishn, e suas províncias, Os Kathiris levantaram uma bandeira branca, depois uma vermelha, e abriram fogo contra os portugueses. Dom Álvaro bombardeou o forte, embora com resultados modestos, pois ele não possuía artilharia pesada e cerca de 40 portugueses foram mortos. Algum tempo depois, duas grandes galegas chegaram com canhões de cerco, com os quais os portugueses conseguiram bombardear fortemente as paredes do forte, e em pouco tempo a guarnição enviou Sulaimân bin Sa'd bin Sulaimân al-Muhammadï que procurou se render em troca de liberdade, O forte foi tomado de assalto em 7 de abril e a guarnição Kathiri foi inteiramente massacrada. e o forte foi entregue aos irmãos Afrar. e Sulaimân bin Sa'd foi levado prisioneiro para Goa.
Dom Álvaro estava de volta a Goa em 4 de maio.